# Centre de détention de Roanne
Le centre de détention de Roanne est un centre de détention français situé sur la commune de Roanne dans le département de la Loire et la région Rhône-Alpes.

## Histoire
Le centre de détention de Roanne est le premier établissement pénitentiaire réalisé selon les modalités du partenariat public-privé (PPP) avec le groupe Eiffage.
Il est inauguré le 19 janvier 2009 par le Garde des sceaux Rachida Dati et le premier ministre François Fillon. Les 14 premiers détenus sont arrivés le 26 janvier 2009. Au 20 mars 2009, l'établissement compte 235 détenus. Son « effectif de croisière » est atteint en juin 2009.
En décembre 2010 le quartier arrivant du centre de détention a été labellisé RPE. (règles pénitentiaires européennes).
Le vendredi 3 février 2012, le ministre de la justice Michel Mercier visite le centre de détention.
Le 28 mai 2012, un détenu profite d'un parloir pour s'évader en se faisant passer pour un visiteur.
Durant l'année 2012 et puis 2013, le centre de détention de Roanne et son personnel sont à plusieurs reprises la cible de mouvement « anti-prisons », émaillant son fonctionnement d'incidents tant à l'intérieur qu'à l'extérieur,,,,,.

## Description
Le centre de détention est situé à Roanne dans le quartier périphérique de Mâtel. Il est desservi par une ligne régulière d'autobus au départ de la gare.
Le centre d'une superficie de 27 000 m2, est fermé par une enceinte de 6 m de haut et 2 m de profondeur. Il est protégé par deux miradors.
Sa capacité est de 600 places réparties en deux quartiers de 240 cellules pour hommes et un de 90 pour les femmes. Il comprend un quartier d'accueil de 30 places pour les nouveaux arrivants, un quartier d'isolement de 12 places, et un quartier disciplinaire de 14 places.
L'établissement ultra-moderne possède trois unités de vie familiale (appartements meublés de type F2 ou F3), une unité de soins médicaux et des locaux réservés aux activités socio-culturelles.

## Écusson

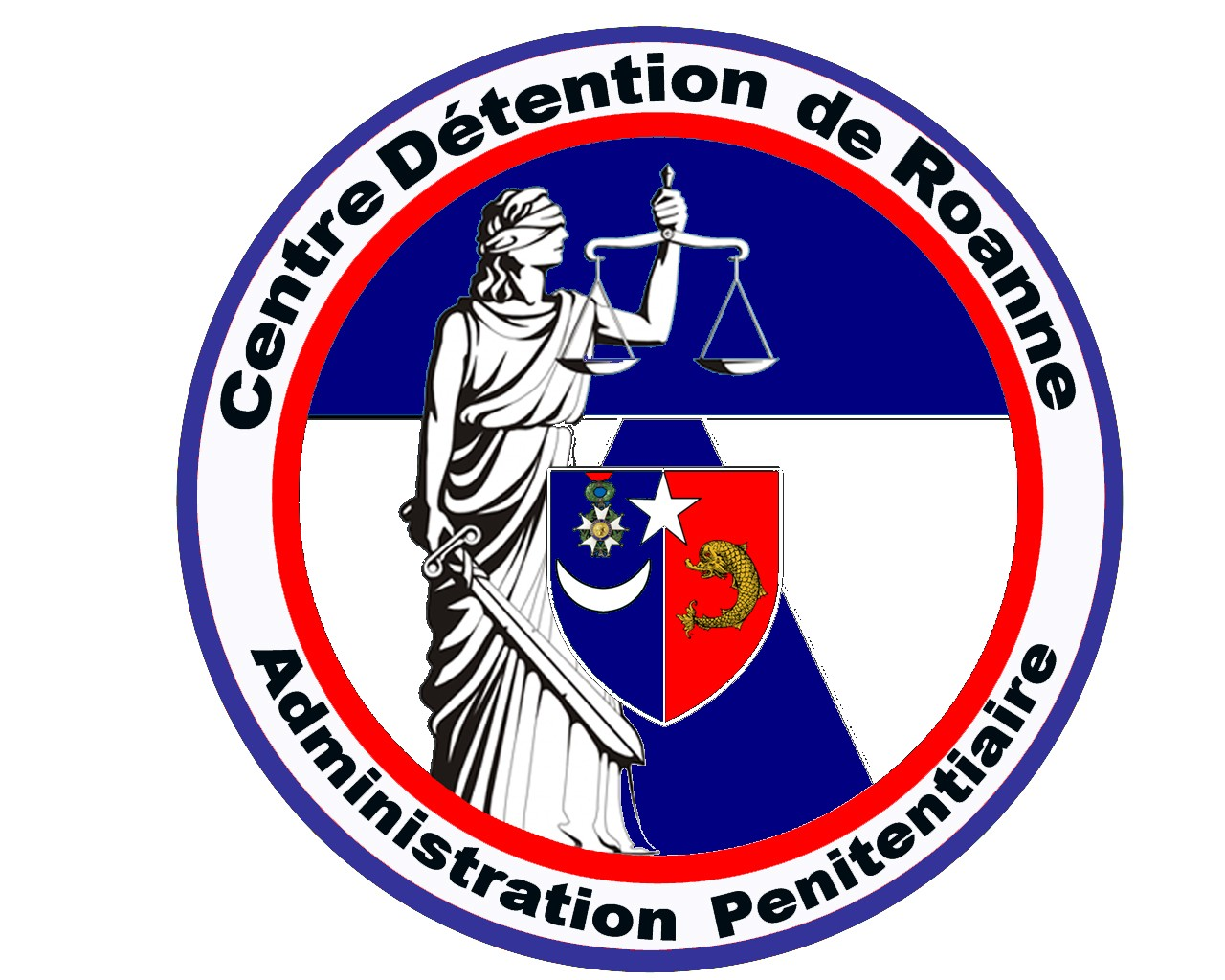
Écusson du CD de Roanne

Un écusson propre au centre de détention de Roanne a été pensé et dessiné par le personnel. Approuvé par la commission d'habillement de l'administration, cet écusson peut être porté en lieu et place de l'écusson type sur le bras gauche de la tenue d'uniforme. 
Marqué « centre de détention de Roanne », il reprend l'inscription « administration pénitentiaire » sur fond azur. Il est orné des symboles de la justice qui sont représentés ici par une femme aux yeux bandés, en référence à la déesse Thémis, déesse de la justice, de la loi et de l'équité, tenant dans sa main droite un glaive et dans sa main gauche une balance.
Il est surmonté d'un « écu ordinaire » découpé en parti et reprenant le blason du département de la Loire, le blason de la ville de Roanne, et d'une étoile à 5 branches, symbolique de l'administration pénitentiaire.